# 旅遊危機處理辦公室
旅遊危機處理辦公室（Gabinete de Gestão de Crises do Turismo，縮寫：GGCT）是澳門特別行政區的政府部門，作為策略協調機關，以確保當涉及澳門居民在外旅遊以及遊客在澳門期間因遇上嚴重意外、災禍或災難而出現危急或緊急情況時，可採取即時和有效的行動性措施。旅遊危機處理辦公室於2009年2月11日成立，由社會文化司監督，由一名主席領導及一名協調員輔助。
2021年2月1日起，旅遊危機處理辦公室將併入旅遊局。

## 宗旨
- 當澳門居民在外地遇上危機或災難時，採取即時和有效的行動性措施。
- 當訪澳遊客在澳門地區旅遊遇上危機或災難後提供協調和支援。

## 職權
- 制定一般行動方針，發展一套完整、有效的整體聯合緊急計劃，並為所進行的工作，所投入的資源和所採取的特別措施確定技術上和行動上的協調方式；
- 迅速啟動行動機制，以便確保穩定控制有關情況及作出必要的協助，目的是將發生嚴重意外、災禍或災難的影響減至最低，從而保障澳門特別行政區居民及遊客的安全；
- 提供支援及後勤資源，包括設備、設施和技術人員，並協調各個相關實體的互相配合；
- 考慮需要、適度和是否適合具體情況方面的標準，制定可運用的各種公共或私人工具和資源的動用準則，並決定所需的財政資源的特別分配；
- 在所有與有關行動範疇相關的事宜上，確保與本地社團和實體代表合作，以便在需要時採取特殊措施；
- 確保與區域性和國際性官方機構以及設於外地的旅遊組織代表的合作和資料互通；
- 參與其他交由其負責或要求其採取行動的緊急事件。

## 組織法例
- 第184/2007號行政長官批示（2007年6月18日《澳門特別行政區公報》)設立" 旅遊危機處理辦公室" 。- 經2008年11月10日第302/2008號行政長官批示及2009年2月16日第62/2009號行政長官批示修改。
- 第93/2010號社會文化司司長批示（2010年6月21日《澳門特別行政區公報》)核准旅遊危機處理辦公室人員彈性上下班時間規章 。

## 辦公室成員
| 職位   | 姓名                                        | 代表部門                     |
| ------ | ------------------------------------------- | ---------------------------- |
| 主席   | 歐陽瑜                                      | 社會文化司司長               |
| 協調員 | 文綺華                                      | 旅遊局局長                   |
| 成員   | 沈振耀                                      | 行政法務司司長辦公室         |
| 成員   | 趙寶珠                                      | 經濟財政司司長辦公室         |
| 成員   | 何浩瀚                                      | 保安司司長辦公室             |
| 成員   | 梁詠嫻                                      | 社會文化司司長辦公室         |
| 成員   | 呂美瑩                                      | 運輸工務司司長辦公室         |
| 成員   | 王健                                        | 警察總局                     |
| 成員   | 殷鎮玄                                      | 澳門海關                     |
| 成員   | 黃劍虹                                      | 治安警察局                   |
| 成員   | 程衛東                                      | 旅遊局副局長                 |
| 成員   | 許耀明                                      | 旅遊局副局長                 |
| 成員   | 陳露                                        | 旅遊局                       |
| 成員   | 霍慧蘭                                      | 旅遊局                       |
| 成員   | 李展潤                                      | 衛生局局長                   |
| 成員   | 陳明                                        | 消防局                       |
| 成員   | 官善賢                                      | 身份證明局                   |
| 成員   | 黃樂宜                                      | 新聞局副局長                 |
| 成員   | 曾祥軒                                      | 交通事務局                   |
| 成員   | 蔣仲良                                      | 民航局                       |
| 成員   | 馬健華                                      | 澳門紅十字會                 |
| 成員   | 蔡昕暉                                      | 司法警察局                   |
| 成員   | 鄧玉華                                      | 社會工作局                   |
| 成員   | 曹賜德                                      | 海事及水務局代副局長         |
| 成員   | António Augusto de Jesus Ferreira de Barros | 澳門國際機場專營股份有限公司 |
| 成員   | 包祿仕                                      | 機場管理有限公司             |
| 成員   | 張健中                                      | 澳門旅遊商會                 |
| 成員   | Shiga Kunio                                 | 澳門旅行社協會               |
| 成員   | 胡景光                                      | 澳門旅遊業議會               |